# Morgan Heights
Morgan Heights – jednostka osadnicza w Stanach Zjednoczonych, w stanie Kolorado, w hrabstwie Morgan.